# NGC 3001
NGC 3001 est une vaste galaxie spirale intermédiaire située dans la constellation de la Machine pneumatique. NGC 3001 a été découverte par l'astronome britannique John Herschel en 1835.

## Caractéristiques
La classe de luminosité de NGC 3001 est II-III et elle présente une large raie HI. Elle renferme également des régions d'hydrogène ionisé

### Distance
Sa vitesse par rapport au fond diffus cosmologique est de 2 782 ± 23 km/s, ce qui correspond à une distance de Hubble de 41,0 ± 2,9 Mpc (∼134 millions d'al).
À ce jour, 18 mesures non basées sur le décalage vers le rouge (redshift) donnent une distance de 36,006 ± 7,741 Mpc (∼117 millions d'al), ce qui est à l'intérieur des valeurs de la distance de Hubble. Notons cependant que c'est avec la valeur moyenne des mesures indépendantes, lorsqu'elles existent, que la base de données NASA/IPAC calcule le diamètre d'une galaxie et qu'en conséquence le diamètre de NGC 3001 pourrait être d'environ 63,6 kpc (∼207 000 al) si on utilisait la distance de Hubble pour le calculer.

## Supernova
La supernova SN 2010hg a été découverte dans NGC 3001 le 1er septembre 2010 par l'astronome amateur sud africain Berto Monard. Cette supernova était de type Ia.